# Eratem
Eratem – formalna jednostka chronostratygraficzna (skalna), odpowiadająca jednostce geochronologicznej (czasowej) o nazwie era. Jest częścią eonotemu, dzieli się na systemy.